# トレルボルグ
トレルボルグ（Trelleborg AB）は、産業機器用シール材、工業用ゴムや海洋港湾資材などを製造するエンジニアリング企業。スウェーデン・スコーネ県のトレレボリ（Trelleborg）に本拠を置き、世界約50カ国に拠点を持つ。ナスダック・ストックホルム上場企業（Nasdaq Nordic TREL B）。

## 沿革
スウェーデンの実業家Henry Dunkerが1905年にTrelleborgs Gummifabriks ABを設立、自転車や自動車のタイヤ、工業用ゴムを主力とするゴム製造企業として、スカンディナヴィア地域で発展した。第一次世界大戦中は国防省向けの生産に特化、戦後はモータリゼーションの進展に伴い自動車向けタイヤが製造の中心となったが、第二次世界大戦中は再び軍需生産に集中した。戦後は事業の国際化を進めたが、1975年までに自動車タイヤの製造から撤退、工業用ゴムの製造が中心となり、1990年代には合理化と企業買収が進んだ。
2003年にイギリスのスミスグループからシーリング事業を買収し、コア事業の一つとなった。2006年にアメリカ・サウスカロライナ州のAmerican Reeves Brothers Inc.を買収し、航空宇宙などの分野で使用されるポリマー加工コーティング布地にも進出、2010年代にはアメリカのUretek Archer L.L.C. groupなどの企業買収を続け、ヘルスケア向けポリマー製品の製造にも進出している。2022年3月、産業車両用タイヤ部門の横浜ゴムへの売却を発表した。
創業者Henry Dunkerの財産をもとに設立された財団Henry dunker donation fund & foundationsが、議決権ベースで過半数の株式を保有している。売上の4分の3はヨーロッパおよび北米となっている。

## 日本における展開
日本では「日本トレルボルグシーリングソリューションズ株式会社」（Trelleborg Sealing Solutions Japan KK）と「トレルボルグ小田原株式会社」（Trelleborg Odawara K.K.）の2法人があり、前者はシーリングソリューション事業部の、後者はインダストリアルソリューションズ事業部（自動車部品工場-小田原本社、海洋インフラ部品 - 東京支店（営業所）の日本法人となっている。
日本トレルボルグシーリングソリューションズ株式会社のルーツは、1984年に設立されたアメリカのW・S・シャンバンと日本のキャプテン インダストリーズの合弁企業である株式会社シャンバンアンドキャプテンとなる。1992年にW・S・シャンバンがドイツのブサーク+ルイケンに買収されたことを受けブサークアンドシャンバン株式会社となり、1999年にはイギリスのTI Group plcの傘下に編入、翌2000年にTI Group plcがスミスグループに買収され同社のシーリングソリューション事業部傘下となった。2003年にトレルボルグ傘下に移行し、2007年に現在の社名となった。東京（江東区）に本社オフィスを持ち、油圧シール、Oリングなどの産業機器用シール、ウェアリングおよびベアリングの製造および販売を行っている。
トレルボルグ小田原株式会社は2005年に神奈川県小田原市に本社・工場を設立し自動車用熱可塑性樹脂製部品の開発・生産・販売を行い、2023年11月に国内自動車産業向けに量産納品を開始、また同法人は海洋インフラ事業向けに東京支店（東京都港区浜松町）を構え防舷材やQRHなど港湾・海洋向け製品の販売やアフターサービスを行っている。